# Brocciatrice

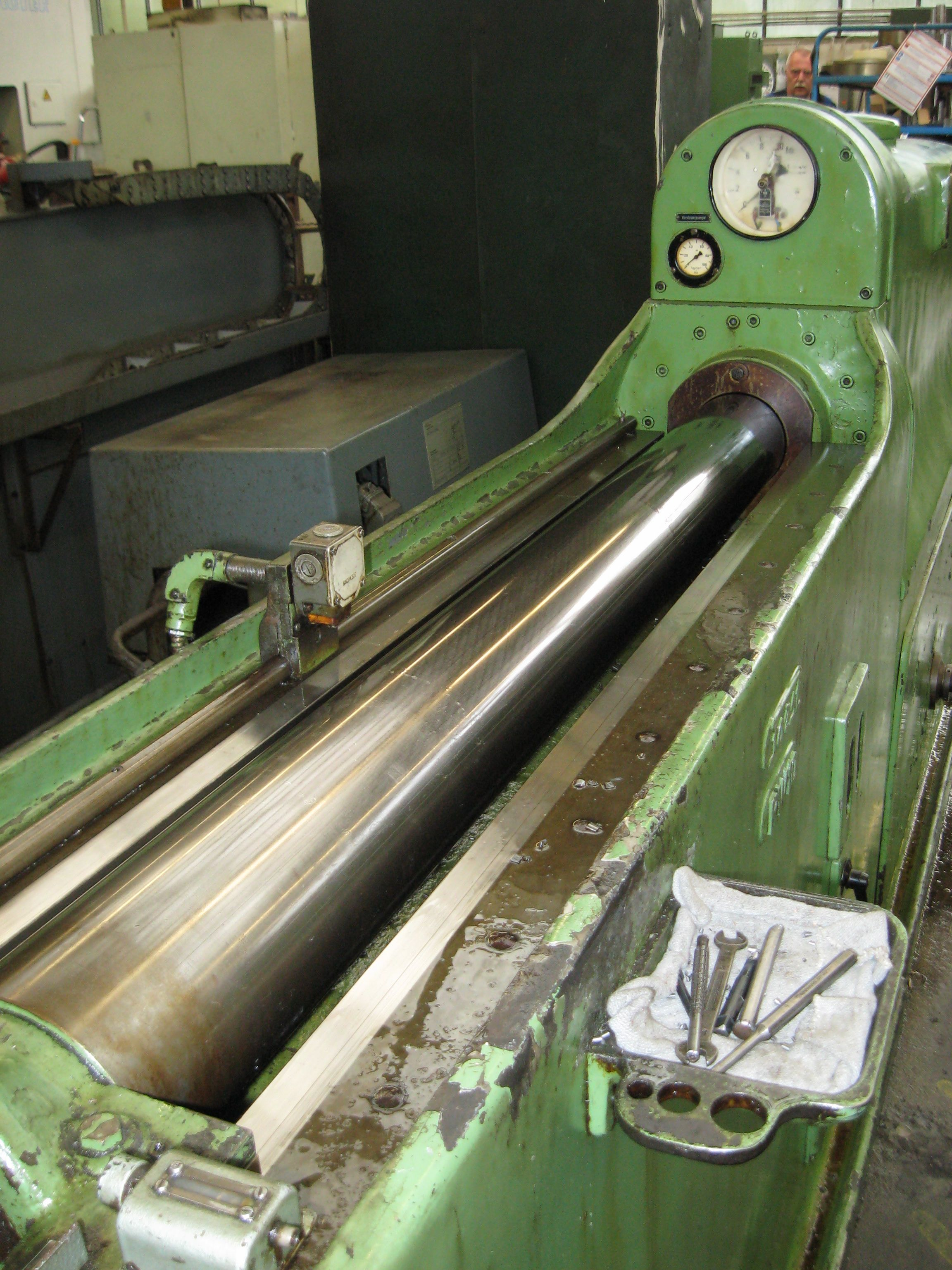
Il cilindro idraulico che comanda la broccia in una brocciatrice orizzontale

La brocciatrice (detta anche spinatrice o scanalatrice) è una macchina utensile che lavora per asportazione di truciolo, realizzando la lavorazione tramite un utensile detto "broccia" o "spina", costituito da una serie di taglienti che rimuovono progressivamente il materiale dalla superficie del pezzo.

## Tipi

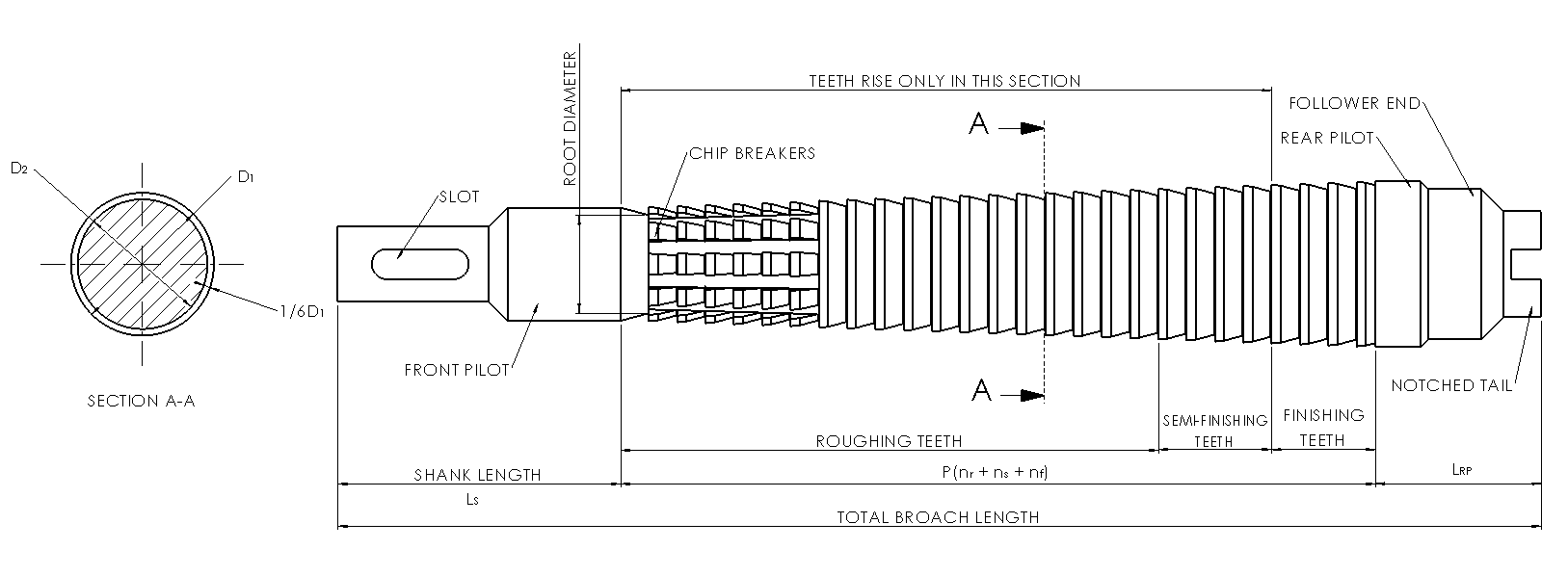
Schema di una broccia per interni

Le brocciatrici possono essere di vari tipi:
- Le brocciatrici per interni servono a realizzare fori di geometria fissata a partire da fori preesistenti, a profilare fori non circolari variamente sagomati e per realizzare scanalature per sedi di chiavette, dentature interne o simili. La broccia è fornita di più serie di denti di sporgenza crescente, in modo da asportare progressivamente il materiale dalla superficie interna del foro iniziale e realizzare la geometria finale desiderata. È ovviamente necessario che il foro iniziale abbia una dimensione tale da consentire l'inserimento della parte iniziale dell'utensile. Si possono realizzare fori sagomati nelle geometrie più disparate, quali fori scanalati, rigati, quadrati, esagonali, eccetera. Il moto di lavoro è fornito alla broccia, per trazione o compressione, mentre il pezzo è opportunamente fissato al banco della macchina.
- Le brocciatrici per esterni servono per la lavorazione di superfici esterne. Gli utensili non hanno una forma di asta dentata come quelle per interni, ma si presentano invece come delle piastre dotate di più file di denti. Il moto di lavoro può essere fornito all'utensile o al pezzo.

In una sola passata (o in alcuni casi più passate quando sono richieste maggiori precisioni o vi sia presente molto sovrametallo) con il pezzo mantenuto fermo e con il passaggio dell'utensile attraverso un foro iniziale solitamente circolare, se ne profila la superficie secondo la forma da ottenere.
L'avanzamento avviene per incremento radiale dei denti.
Inoltre possono essere a struttura orizzontale o verticale.

## Applicazioni
Le brocciatrici possono essere usate per ottenere cave per chiavette, scanalature, forature di forma quadrata o poligonale, sezioni dentate, sedi di alberi scanalati, ecc.

## Vantaggi nella brocciatura

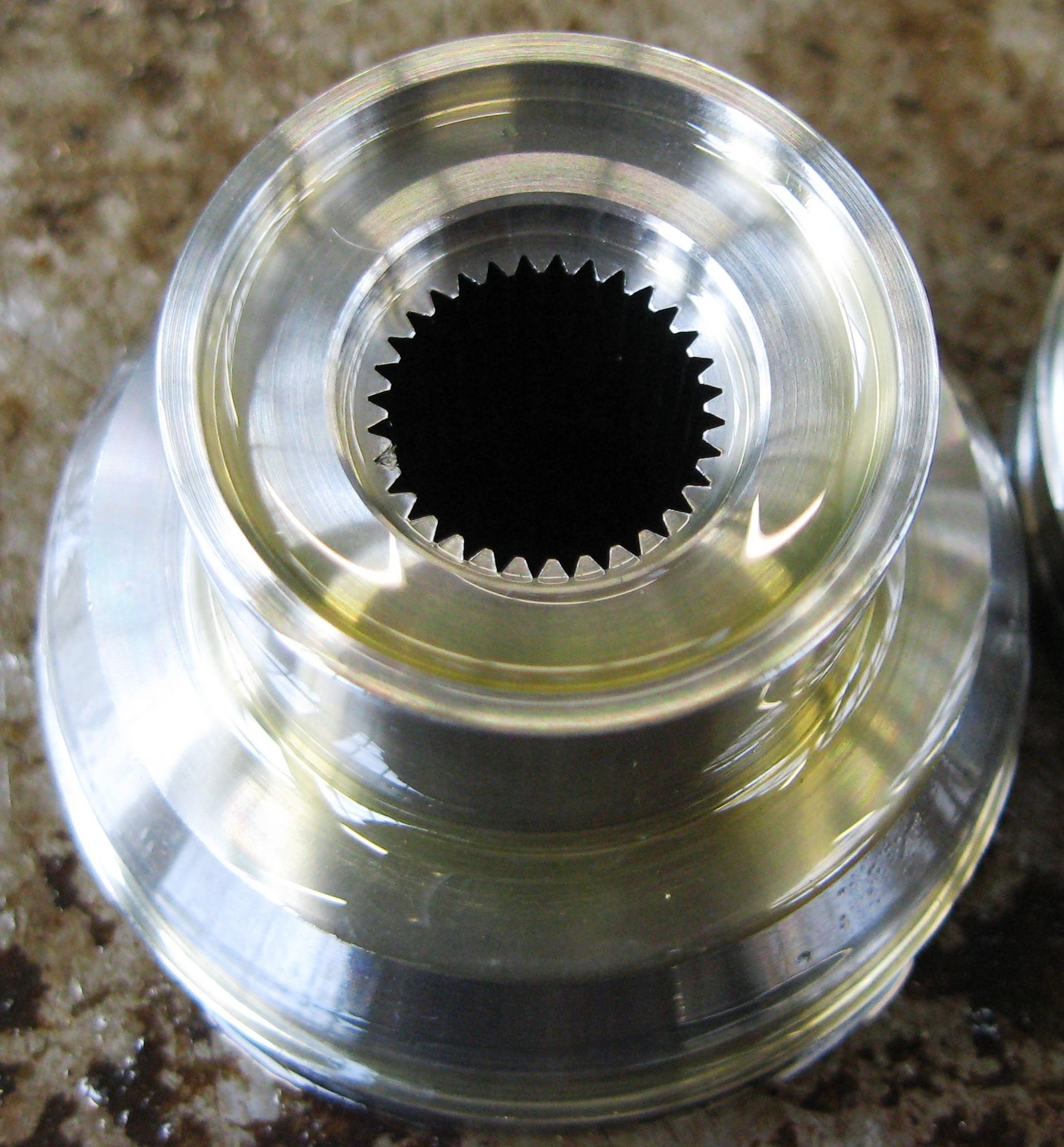
Esempio di un pezzo ottenuto per brocciatura interna

- Possibilità di realizzare profili complessi e molto variati;
- Rapidità della lavorazione;
- Economicità della lavorazione ma solo per lavori in grandi serie in quanto il costo della broccia è elevato;
- Grado di precisione e finitura superiori a quelli ottenibili con la fresatura;
- Possibilità di lavorare con tutti i materiali affini alle lavorazioni con asportazioni di truciolo;
- Il grado di qualità ottenibile è un IT7 (grado 7 di tolleranza ISO);
- L'utensile della brocciatrice ha in media una buona durata.[3]